# Treat Huey
Treat Conrad Huey (Washington DC, 28 d'agost de 1985) és un tennista filipinoestatunidenc que representa Filipines en competicions internacionals. Es va fer professional el 2008 i en pocs anys es va especialitzar en dobles, aconseguint vuit títols del circuit ATP i arribant al número 18 del rànquing mundial. Forma part de l'equip filipí de Copa Davis.

## Palmarès

### Dobles: 18 (8−10)
| Llegenda                          |
| --------------------------------- |
| Grand Slams (0−0)                 |
| ATP Finals (0−0)                  |
| ATP World Tour Masters 1000 (0−1) |
| ATP World Tour 500 (3−1)          |
| ATP World Tour 250 (5−8)          |

| Títols per superfície |
| --------------------- |
| Dura (6−6)            |
| Gespa (1−1)           |
| Terra batuda (1−3)    |

| Resultat  | Núm. | Data                   | Torneig                     | Superfície   | Parella              | Oponents                               | Marcador               |
| --------- | ---- | ---------------------- | --------------------------- | ------------ | -------------------- | -------------------------------------- | ---------------------- |
| Finalista | 1.   | 31 de juliol de 2011   | Los Angeles, Estats Units   | Dura         | Somdev Devvarman     | Mark Knowles Xavier Malisse            | 6−7(3), 6−7(10)        |
| Finalista | 2.   | 15 d'abril de 2012     | Houston, Estats Units       | Terra batuda | Dominic Inglot       | James Blake Sam Querrey                | 6−7(14), 4−6           |
| Finalista | 3.   | 17 de juny de 2012     | Halle, Alemanya             | Gespa        | Scott Lipsky         | Aisam-ul-Haq Qureshi Jean-Julien Rojer | 3−6, 4−6               |
| Guanyador | 1.   | 5 d'agost de 2012      | Washington DC, Estats Units | Dura         | Dominic Inglot       | Kevin Anderson Sam Querrey             | 7−6(7), 6−7(9), [10−5] |
| Finalista | 4.   | 28 d'octubre de 2012   | Basilea, Suïssa             | Dura (i)     | Dominic Inglot       | Daniel Nestor Nenad Zimonjić           | 5−7, 7−6(4), [5−10]    |
| Finalista | 5.   | 17 de març de 2013     | Indian Wells, Estats Units  | Dura         | Jerzy Janowicz       | Bob Bryan Mike Bryan                   | 3−6, 6−3, [6−10]       |
| Finalista | 6.   | 25 de maig de 2013     | Düsseldorf, Alemanya        | Terra batuda | Dominic Inglot       | Andre Begemann Martin Emmrich          | 5−7, 2−6               |
| Finalista | 7.   | 24 d'agost de 2013     | Winston-Salem, Estats Units | Dura         | Dominic Inglot       | Daniel Nestor Leander Paes             | 6−7(10), 5−7           |
| Guanyador | 2.   | 27 d'octubre de 2013   | Basilea                     | Dura (i)     | Dominic Inglot       | Julian Knowle Oliver Marach            | 6−3, 3−6, [10−4]       |
| Guanyador | 3.   | 21 de juny de 2014     | Eastbourne, Regne Unit      | Gespa        | Dominic Inglot       | Alexander Peya Bruno Soares            | 7−5, 5−7, [10−8]       |
| Finalista | 8.   | 19 d'octubre de 2014   | Estocolm, Suècia            | Dura (i)     | Jack Sock            | Eric Butorac Raven Klaasen             | 4−6, 3−6               |
| Finalista | 9.   | 12 d'abril de 2015     | Houston (2)                 | Terra batuda | Scott Lipsky         | Ričardas Berankis Teymuraz Gabashvili  | 4−6, 4−6               |
| Guanyador | 4.   | 3 de maig de 2015      | Estoril, Portugal           | Terra batuda | Scott Lipsky         | Marc López David Marrero               | 6−1, 6−4               |
| Guanyador | 5.   | 27 de setembre de 2015 | Sant Petersburg, Rússia     | Dura         | Henri Kontinen       | Julian Knowle Alexander Peya           | 7−5, 6−3               |
| Guanyador | 6.   | 4 d'octubre de 2015    | Kuala Lumpur, Malàisia      | Dura (i)     | Henri Kontinen       | Raven Klaasen Rajeev Ram               | 7−6(4), 6−2            |
| Guanyador | 7.   | 27 de febrer de 2016   | Acapulco, Mèxic             | Dura         | Max Mirnyi           | Philipp Petzschner Alexander Peya      | 7−6(5), 6−3            |
| Finalista | 10.  | 26 de febrer de 2017   | Delray Beach, Estats Units  | Dura         | Max Mirnyi           | Raven Klaasen Rajeev Ram               | 7−5, 7−5               |
| Guanyador | 8.   | 6 d'agost de 2017      | Los Cabos, Mèxic            | Dura         | Juan Sebastián Cabal | Sergio Galdós Roberto Maytín           | 6−2, 6−3               |

## Trajectòria

### Dobles masculins
| Open d'Austràlia | A   | A   | A   | A   | 2R    | 1R    | QF    | 3R    | QF    | 2R    | 1R  | A   | A   | A   | 2R | 0 / 8     | 11 – 8    |
| Roland Garros | A   | A   | A   | A   | 3R    | 3R    | 2R    | 1R    | 3R    | 2R    | A   | A   | A   | A   |    | 0 / 6     | 8 – 6     |
| Wimbledon | A   | A   | 1R  | 1R  | 1R    | 3R    | 1R    | 2R    | SF    | 1R    | A   | A   | NC  | A   | 1R | 0 / 9     | 7 – 9     |
| US Open | A   | A   | A   | 3R  | 2R    | QF    | 1R    | 3R    | 1R    | A     | A   | A   | A   | A   |    | 0 / 6     | 8 – 6     |
| ATP World Tour Finals | A   | A   | A   | A   | A     | A     | A     | A     | RR    | A     | A   | A   | A   | A   |    | 0 / 1     | 0 – 3     |
| Total Victòries−Derrotes                                                                                                   | 0−0 | 3−0 | 1−3 | 9−9 | 26−24 | 36−24 | 19−23 | 32−19 | 34−28 | 19−19 | 1−5 | 2−3 | 0−1 | 3−4 |    | 188 – 165 | 188 – 165 |
| Rànquing a final d'any | 520 | 144 | 118 | 57  | 35    | 21    | 50    | 33    | 22    | 65    | 316 | 167 | 121 | 139 |    |           |           |
| Llegenda: G: Guanyador; F: Finalista; SF: Semifinalista; QF: Quarts de final; Q: Qualificació; A: Absent; RR: Round Robin; |     |     |     |     |       |       |       |       |       |       |     |     |     |     |    |           |           |